# HK Sokil Kiev
Le HK Sokil Kiev (en ukrainien : ХК «Сокіл» Київ) ou HK Sokol Kiev (en russe : ХК «Сокoл» Киев), est un club de hockey sur glace de Kiev en Ukraine. Il évolue dans la PKL. Sokol (en russe Сокол), ou Sokil (en ukrainien Сокіл), signifient « faucon ».

## Historique
Le club est créé en 1963 sous le nom de Dynamo Kiev.
En 1966, il accède à la première division du championnat d'Union soviétique, mais est relégué cinq ans plus tard. En 1973, le club est renommé Sokol et, en 1978, accède de nouveau à la première division, où il joue jusqu'en 1996 (le championnat étant entretemps devenu la Ligue internationale de hockey). En 1985, le Sokil termine troisième du championnat d'URSS, son meilleur classement. Le club est renommé Sokil-Eskulap en 1992, puis Sokil en 1993 et enfin HK Sokil Kiev en 2003.
Après la dissolution de la Ligue internationale de hockey (remplacée par le Championnat de Russie), les équipes non-russes comme le Sokil, doivent retourner dans leur championnats nationaux. Le Sokil évolue entre 1995 et 2004 dans la Ligue d'Europe de l'Est de hockey sur glace, son équipe de réserve continuant de participer à la série régulière en Ukraine, l'équipe première étant directement qualifiée aux séries éliminatoires.
Entre 2004 et 2007, le Sokil évolue dans le championnat de Biélorussie, puis retourne (pour la première fois, à "plein-temps") dans le championnat ukrainien. En 2014, à la suite de problèmes financiers, le club déclare forfait pour la saison.

## Palmarès
- Championnat d'Ukraine
  - Vainqueur (12) : 1993, 1995, 1997, 1998, 1999, 2003, 2004, 2005, 2006, 2008[N 1] 2009, 2010.
- Vainqueur de la Ligue d'Europe de l'Est : 1998, 1999.
- Vainqueur de la Coupe Tampere : 1989.